# مشهدی‌آقا
مَشهَدی‌آقا (مشت‌آقا) (به ترکی آذربایجانی: Maştağa) شهری است در نزدیکی باکو و در ساحل دریای خزر. این شهر عمدتاً جزو حومه شهر باکو محسوب می‌گردد. این شهر ۴۲۶۳۵ نفر جمعیت دارد.

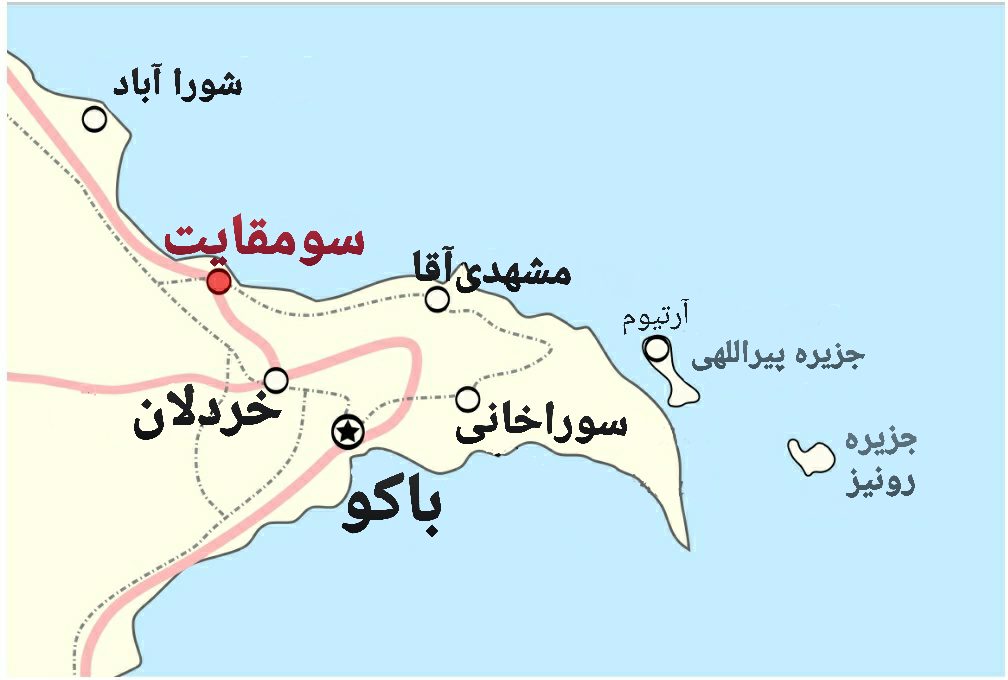
محل مشهدی‌آقا در شبه‌جزیره آبشوران جمهوری آذربایجان.